# Margaret Kelly
Margaret V. Kelly foi uma funcionária pública norte-americana, notável por ser a primeira mulher a servir como diretora assistente da Casa da Moeda dos Estados Unidos, na época o cargo mais elevado ocupado por uma mulher.
Ela cresceu em Nova Hampshire, em uma família politicamente desconectada, e foi educada em Boston. Em 1896, passou em um teste de taquigrafia e entrou no serviço público. No primeiro ano, trabalhou no escritório do Secretário de Nomeações do Departamento do Tesouro. Em seguida, ela foi transferida para a Casa da Moeda, onde trabalhou como estenógrafa por mais de 14 anos, sendo assistente de George E. Roberts.
Edward T. Taylor, congressista do Colorado, considerou a posição de Kelly como "uma época na história e no desenvolvimento das mulheres no mundo dos negócios". Kelly apoiou o sufrágio feminino e a igualdade de remuneração para homens e mulheres, mas não foi uma sufragista ativa. A revista Popular Mechanics a classificou como a mulher mais bem paga da folha de pagamento do governo.

## Nota
- Este artigo foi inicialmente traduzido, total ou parcialmente, do artigo da Wikipédia em inglês cujo título é «Margaret Kelly (civil servant)», especificamente desta versão.